# Мужчины (фильм, 1972)
«Мужчины» (арм. Տղամարդիկ) — советский художественный фильм режиссёра Эдмонда Кеосаяна, снятый на киностудии Арменфильм в 1972 году. Премьера: 17 сентября 1973 (Москва). В 2007 году в Ереване открыт памятник героям фильма.

## Сюжет
В фильме рассказывается история четырёх друзей-таксистов: Вазгена, самого старшего и находчивого среди всех, Сако, человека с железной волей, Сурена, холостяка средних лет, и Арама, самого молодого из них. Арам безмерно влюблён в девушку Каринэ. Трое друзей, видя, как страдает их друг, решают помочь ему завоевать сердце красавицы. Вчетвером они едут в родную деревню Арама, чтобы сообщить его матери о намерениях сына. Однако выясняется, что в Арама влюблена соседская девушка Ануш, и мать Арама намерена их поженить. Арам ни о ком, кроме как о Каринэ, мечтать и не думает.
Друзья решают посватать Арама, и с этой целью в дом Каринэ отправляется Сурен, прикинувшись дядей Арама, где слёзно просит руки девушки у отца-профессора. Отец соглашается, собирает стол и свою большую семью. Но тут выясняется, что Сурен перепутал квартиры и попал в дом однофамильцев Каринэ. Воспользовавшись моментом, Сурен сбегает, приходит уже в нужную квартиру, тоже слёзно просит руки и получает согласие. Однако там его настигает семья обманутого профессора, члены которой бьют Сурена за эту выходку.
Потерпев неудачу, друзья предлагают Араму подвезти Каринэ на такси. Однако Арам не решается и уезжает. Тогда девушку увозит Вазген. Вазген, а вслед за ним Сако и Сурен, устраивают погоню за Арамом, чтобы пересадить девушку к нему, однако Араму удается оторваться от преследования. Очередной план проваливается. Затем Вазген предлагает инсценировать нападение, где роль хулигана должен сыграть Сако. Но Сако отказывается, и тогда притворяться хулигану приходится Вазгену. Он делает это настолько нелепо, что ничуть не пугает девушку, а её младший брат и вовсе над ним издевается. Тогда Вазген нападает на Каринэ всерьёз. Разозлившийся от увиденного Арам нападает на Вазгена, но подоспевший на помощь Сако разнимает дерущихся.
Наконец Вазген решает поселить Арама у зубного врача Казаряна, жившего в доме напротив Каринэ, чтобы влюблённый имел возможность наблюдать за девушкой и, вдобавок, объясниться в чувствах. Сако и Арам наряжаются деревенскими жителями и наносят визит Казаряну. Сако представляет Арама, как родственника Казаряна, и просит зубного врача приютить его у себя. Казарян и его жена не могут признать своего родственника, но и не могут тому отказать в гостеприимстве. Арам решает понаблюдать за Каринэ из балкона, но ему мешает ветер, который развеивал сохнувшее бельё. Друзья спиливают столб с бельём, чтобы Араму было удобнее. Но кончилось это всё печально: Арам замечает, что Каринэ уединяется с Левоном, гидом и местным франтом.
Наутро выпадает снег. Арам пребывает в грустном настроении, но не подаёт виду своим друзьям, которые столько для него сделали. Все четверо разъезжаются работать. Фильм кончается сценой, где на заснеженной деревенской дороге стоит Ануш и ждёт возвращения своего любимого.

## В ролях
- Армен Джигарханян — Казарян
- Азат Шеренц — Вазген
- Фрунзик Мкртчян — Сурен
- Авет Геворкян — Арам
- Армен Айвазян — Сако
- Алла Туманян — Каринэ

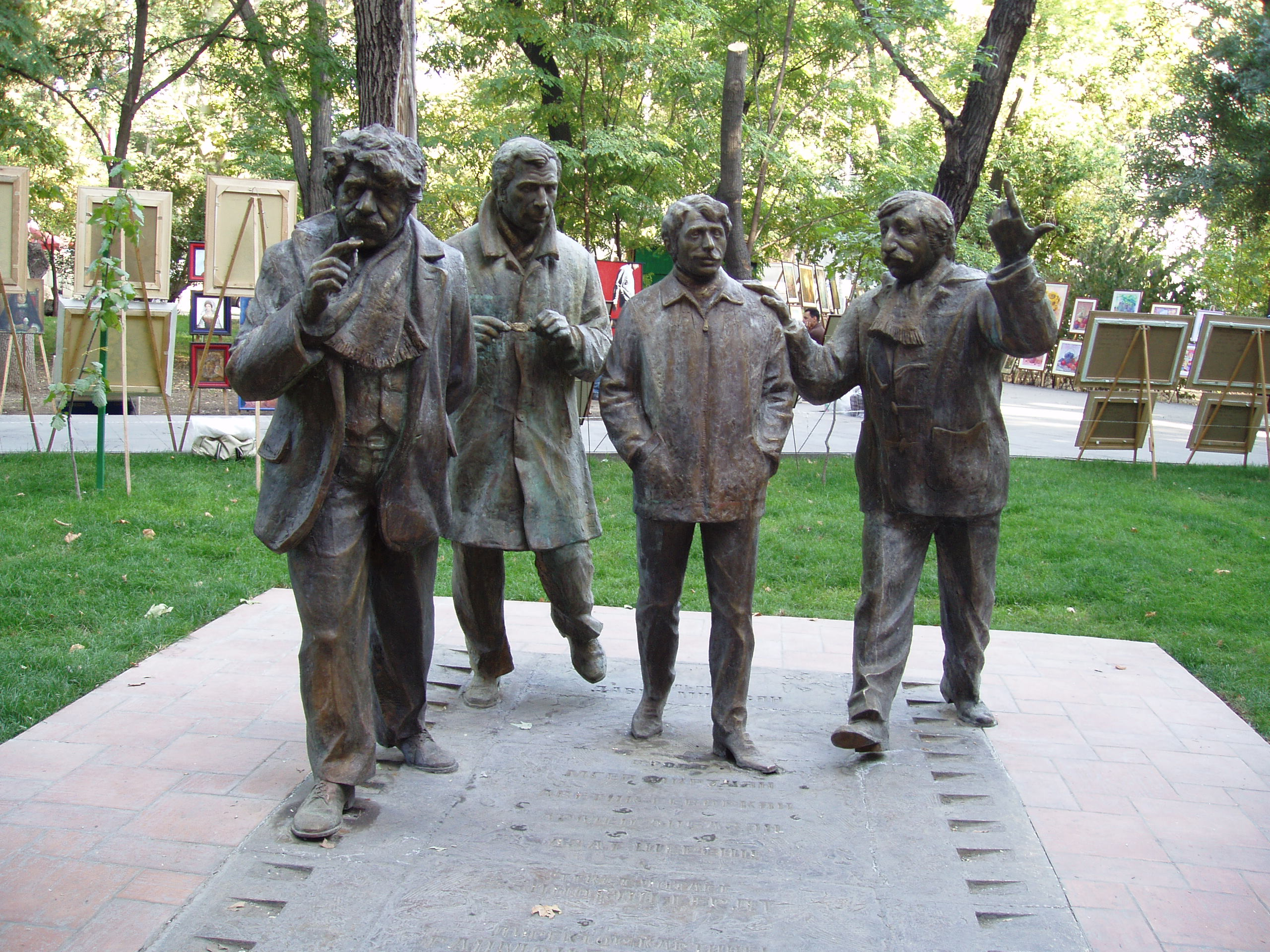
Памятник героям фильма «Мужчины» в Ереване

- Валентин Подпомогов — многодетный отец
- Сергей Потикян — Саакян, старшина милиции
- Рафаэль Котанджян — Левон
- Каринэ Ханданян — Ануш
- Артур Саакян — Самвел
- Лаура Геворкян — жена Казаряна
- Елена Оганесян — мама Каринэ
- Верджалуйс Мириджанян — мама Арама
- Левон Батикян — Ромео, брат Сурена
- Донара Мкртчян — Медея, жена Ромео
- Альберт Мкртчян — Джеймс, брат Ануш
- Татул Дилакян — директор детского сада
- Эдгар Элбакян — рассказчик (армянская версия)
- Зиновий Гердт — рассказчик (русская версия)
- Тагуш Саакян — пожилая жительница села

В эпизоде снялся известный армянский скульптор Ерванд Кочар.